# Monety kolekcjonerskie III RP w 2008
W 2008 r. Narodowy Bank Polski wyemitował 22 monety o nominałach od 10 do 200 złotych.

## Spis monet
| Moneta                                                      | Nominał     | Stop   | Średnica (mm) | Masa (g) | Nakład  | Data emisji    | Projektant                             | Wizerunek    |
| ----------------------------------------------------------- | ----------- | ------ | ------------- | -------- | ------- | -------------- | -------------------------------------- | ------------ |
| Sokół wędrowny (Falco peregrinus) Seria: Zwierzęta Świata   | 20 złotych  | Ag 925 | 38,61         | 28,28    | 107 000 | 16 stycznia    | Ewa Tyc-Karpińska Roussanka Nowakowska | Awers Rewers |
| 40. rocznica Marca '68                                      | 10 złotych  | Ag 925 | 32            | 14,14    | 118 000 | 3 marca        | Andrzej Nowakowski                     | Awers Rewers |
| Sybiracy                                                    | 10 złotych  | Ag 925 | 32            | 14,14    | 135 000 | 26 marca       | Ewa Tyc-Karpińska                      | Awers Rewers |
| Sybiracy                                                    | 100 złotych | Au 900 | 21            | 8        | 12 000  | 26 marca       | Ewa Tyc-Karpińska                      | Awers Rewers |
| 65. rocznica powstania w getcie warszawskim                 | 20 złotych  | Ag 925 | 38,61         | 28,28    | 145 000 | 15 kwietnia    | Urszula Walerzak                       | Awers Rewers |
| 65. rocznica powstania w getcie warszawskim                 | 200 złotych | Au 900 | 27            | 15,50    | 12 000  | 15 kwietnia    | Urszula Walerzak                       | Awers Rewers |
| Zbigniew Herbert (1924-1998)                                | 10 złotych  | Ag 925 | 32            | 14,14    | 113 000 | 30 maja        | Dominika Karpińska-Kopiec              | Awers Rewers |
| Zbigniew Herbert (1924-1998)                                | 200 złotych | Au 900 | 27            | 15,50    | 11 200  | 30 maja        | Dominika Karpińska-Kopiec              | Awers Rewers |
| Kazimierz Dolny Seria: Zabytki Kultury Materialnej w Polsce | 20 złotych  | Ag 925 | 38,61         | 28,28    | 125 000 | 19 czerwca     | Ewa Olszewska-Borys                    | Awers Rewers |
| Igrzyska XXIX Olimpiady - Pekin 2008                        | 10 złotych  | Ag 925 | 32            | 14,14    | 150 000 | 23 lipca       | Urszula Walerzak                       | Awers Rewers |
| Igrzyska XXIX Olimpiady - Pekin 2008                        | 10 złotych  | Ag 925 | 32            | 14,40    | 140 000 | 23 lipca       | Robert Kotowicz                        | Awers Rewers |
| Igrzyska XXIX Olimpiady - Pekin 2008                        | 200 złotych | Au 900 | 27            | 15,50    | 13 500  | 23 lipca       | Robert Kotowicz                        | Awers Rewers |
| Bronisław Piłsudski Seria: Polscy Podróżnicy i Badacze      | 10 złotych  | Ag 925 | 32            | 14,14    | 99 000  | 1 października | Roussanka Nowakowska                   | Awers Rewers |
| 90. rocznica odzyskania niepodległości                      | 20 złotych  | Ag 925 | 38,61         | 28,28    | 110 000 | 3 listopada    | Ewa Olszewska-Borys                    | Awers Rewers |
| 90. rocznica odzyskania niepodległości                      | 50 złotych  | Au 999 | 18            | 3,13     | 8 800   | 3 listopada    | Ewa Olszewska-Borys                    | Awers Rewers |
| 90. rocznica odzyskania niepodległości                      | 200 złotych | Au 900 | 27            | 15,50    | 10 000  | 3 listopada    | Ewa Olszewska-Borys                    | Awers Rewers |
| 450 lat Poczty Polskiej                                     | 10 złotych  | Ag 925 | 32            | 14,14    | 135 000 | 19 listopada   | Robert Kotowicz                        | Awers Rewers |
| 450 lat Poczty Polskiej                                     | 200 złotych | Au 900 | 27            | 15,50    | 11 000  | 19 listopada   | Robert Kotowicz                        | Awers Rewers |
| 400. rocznica osadnictwa polskiego w Ameryce Północnej      | 10 złotych  | Ag 925 | 32            | 14,14    | 126 000 | 17 grudnia     | Robert Kotowicz                        | Awers Rewers |
| 400. rocznica osadnictwa polskiego w Ameryce Północnej      | 100 złotych | Au 900 | 21            | 8        | 9 500   | 17 grudnia     | Roussanka Nowakowska                   | Awers Rewers |
| 90. rocznica Powstania Wielkopolskiego                      | 10 złotych  | Ag 925 | 32            | 14,14    | 107 000 | 22 grudnia     | Urszula Walerzak                       | Awers Rewers |
| 90. rocznica Powstania Wielkopolskiego                      | 200 złotych | Au 900 | 27            | 15,50    | 9 400   | 22 grudnia     | Urszula Walerzak                       | Awers Rewers |